# ناحیه القلب الکبیر
ناحیه القلب الکبیر (به عربی: دائرة القلب الکبیر) یک ناحیه در الجزایر است که در استان مدیه واقع شده‌است.